# Настоящий боец кунг-фу
«Настоящий боец кунг-фу» (кит. 真假功夫, англ. The Instant Kung Fu Man, букв. Настоящее и фальшивое гунфу) — гонконгский фильм режиссёра Дун Цзиньху, вышедший в 1977 году. Одним из постановщиков боёв был Юнь Вопхин.

## Сюжет
Сяо Ху устал от скучной жизни в монастыре Шаолинь. Чтобы покинуть монастырь, он проходит испытания, так и не закончив процесс обучения. Во время своих первых встреч с людьми за пределами монастыря, Сяо Ху понимает, что его ошибочно принимают за брата-близнеца по имени Сяо Фу, который является преступником и мастером кунг-фу. Теперь Сяо Ху уважают и боятся, а сам он пользуется этим преимуществом. Однажды Сяо Ху натыкается на бывшего сообщника Сяо Фу, И Лана, которого когда-то предал Сяо Фу. Приняв Сяо Ху за Сяо Фу, И Лан вызывает парня на бой. Теперь у Сяо Ху возникает масса проблем, поскольку у него мало опыта в драках.

## В ролях
| Актёр        | Роль                       |
| ------------ | -------------------------- |
| Джон Лю      | Ву Кам                     |
| Хван Чжон Ри | И Лан                      |
| Е Фэйян      | Сиу Ху / Сиу Фу            |
| Юнь Ятчхо    | ученик Сиу Ху              |
| Сунь Цзиньни |                            |
| Чжан Цзипин  | чиновник                   |
| Цзин Гочжун  | глухой, немой, слепой Чань |
| Юнь Поувон   |                            |
| Ши Тингэнь   | Вай Янь                    |

## Съёмочная группа
- Компания: Fortuna Film Co.
- Продюсер: Джонни Ли
- Режиссёр: Дун Цзиньху
- Сценарист: Ду Лянти
- Постановка боевых сцен: Юнь Вопхин, Юнь Чхёнъянь, Кори Юнь[кит.]
- Художник: Джонатан Тин
- Монтаж: Пхунь Хун
- Оператор: Линь Вэньцзинь
- Композитор: Чау Фуклён

## Отзывы кинокритиков
Борис Хохлов оценил картину в 3,5 звезды из 5: 
В целом же — хороший фильм для своего периода, чересчур, на мой взгляд, сосредоточенный на комедии. Один из этапов большого пути для целой обоймы замечательных людей, здесь занятых.

Эндрю Сароч поставил фильму 3 звезды из 5: 
Любое производство [фильма], объединяющее исполнителей ролей этого класса, стоит просмотра, но дело в том, что оно не настолько хорошо, насколько должно быть.

Авторы книги The Encyclopedia of Martial Arts Movies дали фильму 3,5 звезды из 4: 
Борьба на ногах между Джоном Лю и Хваном Чжон Ри чудесна, и хореография высшего уровня.